# María Escario
María Esperanza Rodríguez Escario más conocida como María Escario (Madrid, 18 de diciembre de 1959) es una periodista y presentadora española de televisión.

## Trayectoria
Licenciada en Ciencias de la Información en Periodismo por la Facultad de Ciencias de la Información (Universidad Complutense de Madrid), comenzó su carrera realizando vídeos didácticos para los colegios en una productora. Desde que comenzó su trayectoria profesional ha cubierto siete Juegos Olímpicos de Verano, tres Mundiales de fútbol, Eurocopas o finales de Liga de Campeones de la UEFA, entre otros.
En 1985 se incorporó a TVE contratada por Pedro Erquicia y en la televisión pública ha presentado el programa 48 horas con Andrés Aberasturi, el informativo Buenos días con Pedro Erquicia, Estudio estadio Matinal o Estadio 2 (domingo deporte). 
Posteriormente, desde septiembre de 1993 a julio de 1996 presentó el Telediario Fin de semana con Fernando González Delgado, encargándose tanto de la información general como de la deportiva. Ulteriormente, entre septiembre de 1996 y julio de 2004 presentó el bloque de deportes del Telediario 2.ª edición presentado por Ernesto Sáenz de Buruaga, Ana Blanco, Alfredo Urdaci, Letizia Ortiz y Helena Resano y luego entre septiembre de 2004 y octubre de 2005 se encargó de la presentación del bloque de deportes del Telediario 1.ª edición presentado por Ana Blanco. Más tarde, de octubre de 2005 a julio de 2009 volvió a presentar el bloque de deportes del Telediario 2 presentado por Lorenzo Milá. 
Seguidamente, entre agosto de 2009 y julio de 2014 presentó el bloque de deportes del Telediario Fin de semana presentado por David Cantero, María Casado, Marcos López, Raquel Martínez y Oriol Nolis. Al mismo tiempo, desde 2005 a 2015, fue miembro del jurado del Premio Príncipe/Princesa de Asturias de los Deportes.
Entre septiembre de 2014 y agosto de 2018 se encarga de realizar reportajes relacionados con el mundo del deporte en Enfoque, una sección emitida dentro del Telediario 2.ª edición.
Entre agosto de 2018 y mayo de 2021 fue directora de Comunicación y Relaciones Institucionales de RTVE.
Después, entre mayo y septiembre de 2021 es subdirectora de Servicio Público de RTVE. Y desde septiembre de 2021 hasta septiembre de 2024 es directora de la Defensoría de la Audiencia de RTVE en sustitución de Ángel Nodal.
En septiembre de 2024 solicita su relevo al frente de la Defensoría de la Audiencia de RTVE y el 1 de enero de 2025 se jubila, poniendo el punto final a una trayectoria de más de 40 años, 39 de ellos en RTVE.

## Mujeres y deporte
Desde 1989 fue pionera junto con Olga Viza o Elena Sánchez en el periodismo deportivo español. Cuando llegó a la redacción de deportes –ha explicado en alguna de sus entrevistas– empezó a abrirse camino con gimnasia rítmica «dado que los deportes estrella estaban copados por los hombres», convirtiéndose en referente en el periodismo por su labor para hacer visible el deporte femenino y su defensa de la igualdad.
En enero de 2009 participó en la presentación del Manifiesto por la Igualdad y la Participación de la Mujer en el Deporte.
«Cuando los niñas y los niños practiquen deporte juntos en serio desde pequeñitos, estos jóvenes aprenderán a respetarse, a trabajar juntos, a que en la vida unas veces se gana y otras se pierde… y todo esto traerá igualdad y menos violencia de género».
En 2014 fue distinguida con el II Premio TENA Lady a las Mujeres que triunfan por ser una de las primeras mujeres en especializarse en información deportiva. Se valoró su trayectoria profesional, que ha servido para abrir camino a otras profesionales en un mundo tradicionalmente masculino y para promocionar y visibilizar el deporte femenino y la igualdad entre hombres y mujeres. Al recibir el premio señaló que:
«Estamos viviendo un momento de éxito de la mujer en el mundo del deporte, pero no nos engañemos, esos éxitos enmascaran una realidad, y es que la mujer está posicionándose donde le corresponde en el mundo del deporte, pero no está en la gestión deportiva, que también es muy importante. Las mujeres ganan, pero no mandan. El día que ganen y manden empezaremos a hablar de algo que tiene que ver con la igualdad».
En 2017 recibió el Premio Lilí Álvarez por "su labor por la visibilidad del deporte femenino" en España en la primera edición de estos galardones que convoca el Instituto de las Mujeres y el Consejo Superior de Deportes para destacar los trabajos periodísticos que mejor han contribuido a la defensa de la igualdad en el deporte. En concreto, fue premiada en la categoría audiovisual por el reportaje Rugby: el rugido de las leonas emitido en la sección Enfoque dentro del Telediario 2 de Televisión Española sobre la Selección femenina de rugby.

## Vida personal
Soltera y sin hijos. En febrero de 2012 sufrió un derrame cerebral que le tuvo de baja hasta el mes de mayo del mismo año, siendo sustituida hasta su regreso por Marta Solano.10 años después, en diciembre de 2022, anuncia que tiene cáncer de mama, enfermedad de la que se recuperó en abril de 2023.

## Polémica
En 2008 fue criticada por un comentario xenófobo realizado durante una retransmisión deportiva, lo que ofendió a las minorías inmigrantes sudamericanas, especialmente de Colombia y Ecuador, cuyos embajadores solicitaron disculpas públicas por el suceso. La periodista pidió disculpas públicas por el suceso.

## Premios y reconocimientos
2002
Nominación a los Premios Iris como Mejor comunicadora de programas informativos por su labor al frente de Telediario.
2011
Medalla de Plata al Mérito Deportivo del Consejo Superior de Deportes.
2013
Premio Ondas a mejor presentadora.
2014
Premio en memoria de Juan Manuel Gonzalo del Comité Olímpico Español.
2015
Premio Joan Ramon Mainat del FesTVal de Vitoria.
2017
Premio Todos Somos Estudiantes del Club Estudiantes de Baloncesto.
Premio FEDEPE en la categoría de Comunicación comprometida con la mujer.
Primer Premio Lilí Álvarez del Instituto de la Mujer y el Consejo Superior de Deportes.
2021
Medalla de bronce al mérito de la Dirección General de Protección Civil y Emergencias por la difusión que hizo Televisión Española en 2020 en plena pandemia de COVID-19, de la campaña de Cruz Roja Española #YoHagoPorTi.
2024
Premio 5 Estrellas al Periodismo Deportivo, concedido por el Diario Vasco, a María, a Paloma del Río, María Victoria Martínez y Olga Viza. 